# Théorie de la faible cohérence centrale
La théorie de la faible cohérence centrale (WCC), également appelée théorie de la cohérence centrale (CC), suggère qu'un style perceptuel - cognitif spécifique, décrit comme une capacité limitée à comprendre le contexte ou à « avoir une vue d'ensemble », sous-tend la perturbation centrale responsable de l'autisme et des troubles du spectre de l'autisme associés. L'autisme est un trouble neurodéveloppemental caractérisé par une altération des interactions sociales et de la communication, ainsi que des comportements répétitifs et des intérêts restreints.
La théorie de la faible cohérence centrale tente aussi d'expliquer comment certaines personnes diagnostiquées autistes peuvent montrer des capacités remarquables dans des matières comme les mathématiques et l'ingénierie, tout en ayant des problèmes de langage et une tendance à vivre dans un monde social isolé. La théorie fait partie des modèles conceptuels les plus importants qui tentent d'expliquer les anomalies des personnes autistes sur des tâches impliquant des processus cognitifs locaux et globaux.
Uta Frith, de l'University College London, a d'abord avancé la théorie de la cohérence centrale faible à la fin des années 1980. Frith a supposé que les personnes autistes pensent généralement aux choses à travers les plus petites parties possibles. Son hypothèse est que les enfants autistes perçoivent en fait mieux les détails que les personnes non-autistes, mais "ne peuvent pas voir la forêt à partir des arbres".

## Soutien et critique
Au cours des deux dernières décennies, cette théorie a fait l'objet de nombreuses études dans lesquelles les compétences centrales de cohérence des personnes autistes sont comparées à celles d'échantillons de contrôle.
1. Les résultats dans lesquels ces compétences sont mesurées avec des tâches visuospatiales confirment la théorie dans une large mesure. Les personnes autistes effectuent des tâches où un dessin ou bien une figure doit être divisé en éléments constitutifs plus rapidement que les personnes témoins. Par exemple, les personnes autistes percoivent plus facilement les blocs constitutifs dans une condition non segmentée d'une tâche de conception de blocs (Happé, 1999 ; Ehlers et al., 1997 ; Shah & Frith, 1993). De plus, ils ont effectué des tâches de figures intégrées dans lesquelles les formes cachées dans les dessins doivent être trouvées le plus rapidement possible, mieux que les individus témoins (Happé, 1994b; Jolliffe & Baron-Cohen, 1997; Shah & Frith, 1983).
2. Les résultats dans lesquels les compétences de cohérence centrale sont mesurées avec des tâches perceptives ou verbales-sémantiques ont révélé que les individus autistes ont une tendance à la perception fragmentée (Jarrold & Russell, 1997 ; Happé, 1996), et qu'ils bénéficient moins du contexte de sens dans les phrases, récits et tests de mémoire (Happé, 1994b ; Jolliffe & Baron-Cohen, 1999)[4].

Cependant, il n'y a aucun consensus sur la validité de la théorie de la faible cohérence centrale. Certains chercheurs trouvent des résultats qui réfutent cette théorie.

En 1994, Sally Ozonoff, David L. Strayer, William M. McMahon et Francis Filloux ont comparé les compétences en traitement de l'information chez des autistes de haut niveau et des contrôles :
"Les performances d'enfants autistes de haut niveau ont été comparées à celles de deux groupes témoins appariés, l'un atteint du syndrome de Gilles de la Tourette et l'autre de développement normal. Les sujets autistes ont effectué ainsi que les contrôles des tâches nécessitant un traitement global-local et l'inhibition des réponses neutres".
Laurent Mottron, Jacob A. Burack, Johannes EA Stauder et Philippe Robaey (1999) concluent que :
"Contrairement aux attentes basées sur les théories du déficit de cohérence centrale et de hiérarchisation, [nos] résultats indiquent un traitement holistique intact chez les personnes autistes".
En 2003, ils ont réalisé une autre étude qui a confirmé leurs conclusions antérieures et dans laquelle ils concluent :
« Conclusions : [Nos] résultats sont cohérents avec d'autres rapports sur des performances supérieures dans la détection de figures intégrées (Jolliffe & Baron-Cohen, 1997 ; Shah & Frith, 1983), mais des performances typiques dans le traitement global et configuré (Mottron, Burack et al., 1999; Ozonoff et al., 1994) chez les personnes autistes de haut niveau. Ainsi, les notions de biais local et de dégradation globale qui font partie du COE pourraient devoir être réexaminées. » 
Toujours en 2003, Beatriz López et Susan R. Leekam concluent ainsi leur étude :
« Conclusions : [Nos] résultats démontrent que les enfants autistes n'ont pas de difficulté générale à relier les informations contextuelles et les informations sur les éléments comme le prédit la théorie de la cohérence centrale faible. Au lieu de cela, les résultats suggèrent qu'il existe des difficultés spécifiques avec des stimuli verbaux complexes et en particulier avec l'utilisation du contexte de la phrase pour lever l'ambiguïté du sens ».
Natasja van Lang donne l'explication suivante pour ces résultats contradictoires :
"Les résultats dans lesquels les compétences de cohérence centrale sont mesurées avec des tâches perceptives ou verbales-sémantiques ont révélé que les individus autistes ont une tendance à une perception fragmentée (Jarold & Russell, 1997; Happé, 1996), et qu'ils bénéficient moins du contexte de sens dans les phrases, récits et tests de mémoire (Happé, 1994b ; Jolliffe & Baron-Cohen, 1999). Cependant, certaines études n'ont pas réussi à reproduire ces résultats (Brian et Bryson, 1996; Ozonoff et al., 1991; Ropar et Mitchell, 1999). Cette incohérence peut s'expliquer par la manière dont la faible cohérence centrale a été mesurée en termes d'incapacité à traiter globalement versus la préférence pour un traitement local. Des études récentes suggèrent que les personnes autistes sont capables de traiter globalement lorsqu'elles sont invitées à le faire, mais elles traitent les informations localement lorsque de telles instructions ne sont pas proposées (Mottron et al., 1999 ; Plaisted et al., 1999 ; Rinehart et al., 2000)." . 
Des personnes autistes ont également remis en question cette théorie.